# Détroit de Colville

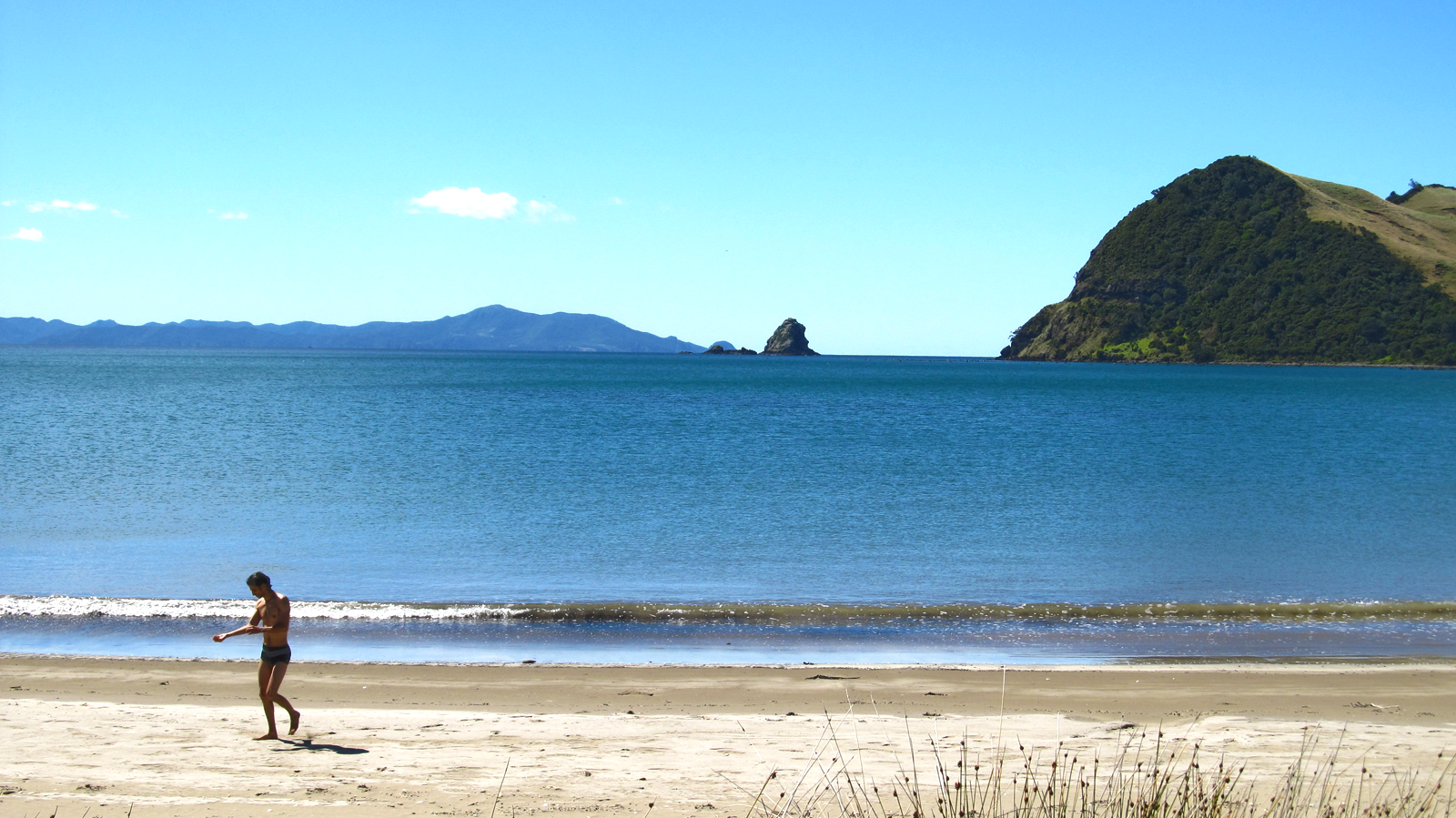
Vue de la péninsule de Coromandel.

Le détroit de Colville, au nord-est d'Auckland, en Nouvelle-Zélande, est un des trois détroits qui relient le Golfe de Hauraki à l'océan Pacifique. C'est le détroit le plus à l'est, situé entre l'extrémité sud de l'île de la Grande Barrière et le cap Colville à l'extrémité nord de la péninsule de Coromandel. L'île Channel, très petite, se trouve au centre du détroit.
Les deux autres détroits sont le Cradock et le Jellicoe.

## Source
- (en) Cet article est partiellement ou en totalité issu de l’article de Wikipédia en anglais intitulé « Colville Channel » (voir la liste des auteurs).